# Wannaganosuchus
Wannaganosuchus — це вимерлий рід малих алігаторових крокодилів. Він був знайдений у скелях пізнього палеоцену в окрузі Біллінгс, штат Північна Дакота, США.

## Відкриття
Wannaganosuchus базується на SMM P76.28.247, переважно повному черепі та посткраніальному скелеті, у якому відсутні деякі хребці, коракоїди, частина стоп, ребра та інші частини. Кілька маленьких кістяних щитків також відносять до роду, але не до типового зразка. SMM P76.28.247 було знайдено напівзчленованим у нижній частині формації Балліон-Крік, біля основи шару лігнітної глини, що відкладається в болотистій місцевості на заплаві. Wannaganosuchus був названий у 1982 році Брюсом Р. Еріксоном. Типовим видом є W. brachymanus; видова назва означає «коротка передня частина стопи».

## Опис
Череп SMM P76.28.247 був низьким, без виступів над очима, довжиною 159 міліметрів. Морда була короткою і загостреною порівняно з крейдяними алігаторидами. Його передщелепні кістки (кістки кінчика морди) мали по 5 зубів, тоді як верхньощелепні кістки мали по 13 зубів, причому четвертий був найбільшим, а останні 3 мали широкі сплощені коронки. На нижніх щелепах було по 12 зубів з кожного боку, і, як і на верхніх щелепах, останні 5 мали широкі розтрощувальні коронки. Передні кінцівки були короткими (звідси й видова назва), а задні — довгими. Щитки були великими. Більшість щитків були кілеподібними, але не мали шипів.
Еріксон вважав Wannaganosuchus узагальненим раннім алігаторидом, ближчим до лінії, що веде до сучасних алігаторидів, ніж інші більш спеціалізовані ранні алігаториди. Це може бути те саме, що Allognathosuchus.

## Палеоекологія і палеобіологія
Wannaganosuchus був знайдений у шарі з великою кількістю скам’янілостей рослин, що свідчить про наявність болотного лісу в цьому районі. Відкладення утворилося під 2–3 метрами води та переходить у берегову відкладення приблизно за 20 метрів. Вздовж берега росли лілії та водяна папороть, затінені кипарисами.
SMM P76.28.247 виявлено в прямому зв'язку зі скелетами Borealosuchus formidabilis і Champsosaurus. Ці три таксони, ймовірно, займали різні екологічні ніші на основі розміру та морфології. Wannaganosuchus був невеликим алігаторидом, довжиною всього ≈ 1 м у дорослому віці, значно меншим за свого більш багатого далекого родича з тієї ж каменоломні, Borealosuchus (приблизно 4 метри в довжину). Borealosuchus панував у пляжній зоні, тоді як Champsosaurus інтерпретується як рибоїдна тварина, яка плавала біля дна. Вважається, що Wannaganosuchus жив як сучасник-кайман Paleosuchus, вважаючи за краще усамітнення. Можливо, він плавав серед куп водяних рослин. Будова рук, ніг і хвоста свідчить про те, що він був більше водним, ніж наземним. Поєднання форм зубів свідчить про те, що він міг їсти різноманітну їжу.